# Parafia Najświętszej Maryi Panny Częstochowskiej w Toruniu
Parafia Najświętszej Maryi Panny Częstochowskiej w Toruniu – parafia rzymskokatolicka w diecezji toruńskiej, w dekanacie Toruń I, z siedzibą w Toruniu. W parafii posługuje Zakon Świętego Pawła Pierwszego Pustelnika (paulini).
Parafię erygowano 8 września 1996 roku, na podstawie dekretu wystawionego 26 sierpnia. Powstanie parafii wiąże się z przybyciem do Torunia paulinów. Parafia powstała na osiedlu Na Skarpie, w wyniku odłączenia części parafii św. Maksymiliana Kolbego. Pierwszym proboszczem parafii został o. Stanisław Jarosz. 27 czerwca 1997 roku Rada Miasta Torunia przegłosowała decyzję o lokalizację kościoła Najświętszej Maryi Panny Częstochowskiej. Grunt pod budowę kościoła przekazano na mocy uchwały z 30 grudnia 1997 roku. 28 września 1998 roku rozpoczęto budowę tymczasowej kaplicy. Pierwsze nabożeństwa odprawiano przy ołtarzu polowym. Pierwsza msza święta w budującej się kaplicy odprawiono 31 stycznia 1999 roku. W 2003 roku przedstawiono projekt kościoła i klasztoru. Kościół zaprojektowali prof. Zbigniew Białkiewicz i dr Andrzej Białkiewicz, projekt wnętrz Joanna Białkiewicz. W latach 2005–2010 w parafii wybudowano klasztor. Budowa kościoła parafialnego przy ul. Konstytucji 3 Maja i Przy Skarpie rozpoczęła się 25 sierpnia 2011 roku.
Parafia obejmuje ulice: Szosa Lubicka (nr 150-154), kardynała Wyszyńskiego (nr 18-22), Śląskiego (nr 1-8), Sydowa (nr 2-6), Konstytucji 3 Maja (nr 6-8 i 7-15), Przy Skarpie (nr 17-23), Mossakowskiego (nr 2-4), Prejsa (nr 2), Srebrnego (nr 2-4), Suleckiego (nr 2-4).